# حنا سويد
د. حنا سويد ولد ب 27 اذار 1955 عضو كنيست سابق من قبل الجبهة الديمقراطية للسلام والمساواة وشغل أيضاً منصب رئيس القائمة في ألكنيست.

## ثقافة
حامل على شهادة ألبكالوريس (B.Sc) في موضوع ألهندسة المدنية من معهد العلوم التطبيقية (التخنيون) في حيفا (عام 1978)، حامل على شهادة الماجيستر (M.Sc) في موضوع الهندسة المدنية من معهد العلوم التطبيقية (التخنيون) في حيفا (عام 1982)، حامل على شهادة الدكتوراة (D.Sc) بالتخصص في تنظيم المدن من معهد العلوم التطبيقية (التخنيون) في حيفا (عام 1988).

## نشأته
سويد هو عربي مسيحي، ابن لعائلة روم كاثوليك التي انتقلت من قرية عرابة في الجليل إلى قرية عيلبون التي تطل على بحيرة طبريا في الجليل الشرقي. حصل على اللقب الثالث في التخطيط المدني من معهد التخنيون في حيفا في عام 1988. في السنوات 1992-1990 عمل كباحث ومحاضر في جامعة ريدنغ في المملكة المتحدة.وعندما عاد إلى البلاد شغل منصب رئيس مجلس عيلبون المحلي لفترة 10 سنوات من 1993-2003، وفي عام 1996 عين ليكون عضو في لجنة التنظيم والبناء كأول عربي إسرائيلي يحصل على هذا المنصب.في 14/1/2006 انتخب سويد، وهو ليس عضو في الحزب الشيوعي الإسرائيلي، ليكون في المكان الثاني بقائمة الجبهة الديموقراطية للسلام والمساواة للكنيست ال 17، وهي تعتبر أعلى مرتبة وصلت اليها شخصية عربية مسيحية في العقد الاخير بعد ان تغلب على عضو الكنيست عصام مخول، حيث فسر البعض أن الجبهة الديموقراطية للسلام والمساواة أتخذت خطوة بإتجاه القومية أكثر من أي وقت مضى كون ألجبهة هي تحالف سياسي يساري عربي - يهودي في إسرائيل، فهذه ألخطوة ليست إلا من أجل التنافس مع التجمع الوطني الديمقراطي على أصوات المصوتين العرب، وهكذا تم انتخابه في انتخابات الكنيست ال 17، وأعيد انتخابه مرة أخرى في ألإنتخابات ال 18 وال 19 للكنيست.

## وصلات خارجية
- د.حنا سويد في موقع الكنيست
- د.حنا سويد في موقع الكنيست مفتوحه للجميع
- غضب الحزب الشيوعي الإسرائيلي من اختيار حنا سويد (بالعبرية)
- موقع د.حنا سويد